# Rolly Tasker
Rolland Tasker, detto Rolly (21 marzo 1926 – Perth, 22 giugno 2012), è stato un velista australiano.
Vinse la medaglia d'argento ai Giochi della XVI Olimpiade di Melbourne nella Classe 12m² Sharpie con John Malcolm Scott.

## Palmarès

### Olimpiadi
- 1 medaglia:
  - 1 argento (Melbourne 1956 nella deriva x2 12m² Sharpie)